# Francis Xavier Irwin
Francis Xavier Irwin (* 9. Januar 1934 in Medford; † 30. Oktober 2019 in Dennis) war ein US-amerikanischer Geistlicher und römisch-katholischer Weihbischof in Boston.

## Leben
Der Erzbischof von Boston, Richard James Kardinal Cushing, spendete ihm am 2. Februar 1960 die Priesterweihe für das Erzbistum Boston.
Papst Johannes Paul II. ernannte ihn am 24. Juli 1996 zum Weihbischof in Boston und Titularbischof von Ubaza. Der Erzbischof von Boston, Bernard Francis Kardinal Law, spendete ihm am 17. September desselben Jahres die Bischofsweihe; Mitkonsekratoren waren Theodore McCarrick, Erzbischof von Newark, und Robert Joseph Banks, Bischof von Green Bay.
Am 20. Oktober 2009 nahm Papst Benedikt XVI. seinen altersbedingten Rücktritt an.